# Chaplin (película)
Chaplin es una película biográfica estadounidense de 1992, dirigida por Richard Attenborough y que cuenta la vida del actor Charlie Chaplin. Protagonizada por Robert Downey Jr. en el papel principal, el guion está basado en una historia de Diana Hawkins, en el libro Chaplin His Life and Art de David Robinson, y en el libro My Autobiography, del mismo Chaplin. 
La cinta se rodó en Estados Unidos, Reino Unido y Suiza.

## Argumento
La película relata la vida profesional y personal del actor y director Charlie Chaplin desde la época de su formación en Reino Unido hasta los momentos de gloria y fama en Estados Unidos, mostrando varios pasajes de su vida personal, cinematográfica y artística hasta su exilio final en Suiza.

## Reparto
- Robert Downey Jr. como Charles Chaplin
- Geraldine Chaplin como Hannah Chaplin, madre de Charles Chaplin y actriz de music Hall.
- Paul Rhys como Sydney Chaplin, hermano mayor de Charles, al que introduce en el mundo del espectáculo.
- John Thaw como Fred Karno, un empresario teatral londinense, el primero en darle trabajo a Chaplin en el mundo del vodevil.
- Moira Kelly como Hetty Kelly, una bailarina que sale con Chaplin y también como su cuarta esposa Oona O'Neill.
- Anthony Hopkins como George Hayden, ficticio editor que ayuda a Chaplin a escribir su autobiografía.
- Dan Aykroyd como Mack Sennett, director de slapstick que contrata a Chaplin como actor en Estados Unidos.
- Marisa Tomei como Mabel Normand, una joven actriz que coincide con Chaplin en sus primeros años en Hollywood.
- David Duchovny como Roland Totheroh, director de fotografía habitual de Mack Sennett y Chaplin.
- Penelope Ann Miller como Edna Purviance, actriz habitual en las películas de Chaplin.
- Kevin Kline como Douglas Fairbanks, estrella de Hollywood y amigo personal de Chaplin.
- Maria Pitillo como Mary Pickford, figura del cine mudo, conocida como la novia de América.
- Milla Jovovich como Mildred Harris, joven actriz y primera esposa de Chaplin.
- Kevin Dunn como John Edgar Hoover, primer director de la Oficina Federal de Investigación (FBI).
- Deborah Moore como Lita Grey, segunda esposa de Chaplin.
- Diane Lane como Paulette Goddard, tercera esposa de Chaplin, protagonista de Tiempos modernos y El gran dictador.
- Nancy Travis es Joan Barry, una joven actriz que demanda a Chaplin para que reconozca a su hijo como suyo.
- James Woods como Joseph Scott, abogado de Joan Barry.

## Premios y nominaciones

### Premios Óscar
| Año  | Categoría               | Nominado(a)               | Resultado  | Referencia |
| ---- | ----------------------- | ------------------------- | ---------- | ---------- |
| 1993 | Mejor Actor             | Robert Downey Jr.         | Candidato  | [ 1 ]      |
| 1993 | Mejor Dirección de Arte | Stuart Craig Chris Butler | Candidatos |            |
| 1993 | Mejor Música Original   | John Barry                | Candidato  |            |

### Premios BAFTA
| Año  | Categoría                     | Nominado(a)                                      | Resultado  | Referencia |
| ---- | ----------------------------- | ------------------------------------------------ | ---------- | ---------- |
| 1993 | Mejor Actor                   | Robert Downey Jr.                                | Ganador    | [ 2 ]      |
| 1993 | Mejor Diseño de Vestuario     | John Mollo Ellen Mirojnick                       | Candidatos |            |
| 1993 | Mejor Maquillaje y Peluquería | Wally Schneiderman Jill Rockow John Caglione Jr. | Candidatos |            |
| 1993 | Mejor Diseño de Producción    | Stuart Craig                                     | Candidato  |            |

### Globo de Oro
| Año  | Categoría               | Nominado(a)       | Resultado | Referencia |
| ---- | ----------------------- | ----------------- | --------- | ---------- |
| 1993 | Mejor Actor - Drama     | Robert Downey Jr. | Candidato | [ 3 ]      |
| 1993 | Mejor Actriz de Reparto | Geraldine Chaplin | Candidato |            |
| 1993 | Mejor Banda Sonora      | John Barry        | Candidato |            |

### Otros premios y nominaciones
- Premio CFCA 1993:  a la actriz más prometedora (Marisa Tomei).[4]
- Premio London Critics Circle Film Awards (ALFS) 1993: al mejor actor del año (Robert Downey Jr.)
- Festival Internacional de Cine de Moscú 1993: Nominada al premio San Jorge de Oro para Richard Attenborough.[5]
- British Society of Cinematographers 1992: Nominada a la mejor fotografía.[6]
- Casting Society of America 1993: Nominada al mejor reparto de un filme.
- Fantasporto 1993: Candidata a la mejor película.